# Ride, Ride, Ride
| Recensione | Giudizio |
| ---------- | -------- |
| AllMusic   | [ 2 ]    |

Ride, Ride, Ride è l'album discografico d'esordio della cantante country statunitense Lynn Anderson, pubblicato dall'etichetta discografica Chart Records nell'aprile del 1967.

## Tracce

### LP
Lato A
1. Ride, Ride, Ride – 2:00 (Liz Anderson) – Registrato (circa) nel luglio del 1966
2. Then Go – 2:26 (Liz Anderson) – Registrato (circa) nel luglio del 1966
3. Beggars Can't Be Choosers – 2:00 (Liz Anderson) – Registrato (circa) nel gennaio del 1967
4. In Person – 2:15 (Liz Anderson) – Registrato (circa) nell'aprile del 1966
5. It's Only Lonely Me – 2:31 (Liz Anderson, Casey Anderson) – Registrato (circa) nel gennaio del 1967
6. If This Is Love – 2:14 (Liz Anderson) – Registrato (circa) nel gennaio del 1967

Lato B
1. If I Kiss You (Will You Go Away) – 2:10 (Liz Anderson) – Registrato (circa) nel luglio del 1966
2. Too Much of You – 2:20 (Gene Hood) – Registrato (circa) nel gennaio del 1967
3. There Oughta Be a Law – 2:40 (Betty Jo Gibson) – Registrato (circa) nel gennaio del 1967
4. It Makes You Happy – 2:37 (Gene Woods) – Registrato (circa) nel gennaio del 1967
5. Tear by Tear – 2:05 (Jerry Lane) – Registrato (circa) nel luglio del 1966
6. My Heart Keeps Walkin' the Floor – 2:37 (Lynn Anderson) – Registrato (circa) nell'aprile del 1966

## Musicisti
- Lynn Anderson - voce solista
- Lloyd Green - chitarra steel
- altri musicisti non accreditati

Note aggiuntive
- Slim Williamson - produttore
- Dan Quest Studio - fotografia copertina album, design copertina album
- Lloyd Green - note retrocopertina album[4]

## Classifica
Album
| Anno | Classifica         | Posizione raggiunta |
| ---- | ------------------ | ------------------- |
| 1967 | Top Country Albums | 25                  |

Singoli
| Anno | Titolo del brano                 | Classifica        | Posizione raggiunta |
| ---- | -------------------------------- | ----------------- | ------------------- |
| 1967 | If I Kiss You (Will You Go Away) | Hot Country Songs | 5                   |
| 1967 | Too Much of You                  | Hot Country Songs | 28                  |
| 1967 | Ride, Ride, Ride                 | Hot Country Songs | 36                  |